# The UFO Incident
The UFO Incident (tạm dịch: Biến cố UFO) là một bộ phim tiểu sử làm theo kiểu truyền hình do Mỹ sản xuất năm 1975 với sự tham gia diễn xuất của James Earl Jones và Estelle Parsons dựa trên vụ người ngoài hành tinh bắt cóc đôi vợ chồng Barney và Betty Hill vào năm 1961.

## Cốt truyện
Bộ phim mở đầu bằng những trải nghiệm kỳ dị nhất với UFO của đôi vợ chồng Barney và Betty Hill. Betty là nhân viên công tác xã hội và Barney làm nghề bưu tá. Họ là một cặp vợ chồng dị chủng, cả hai rất hạnh phúc bên nhau nhưng họ lại rối bời vì một trải nghiệm đau thương mà không ai còn nhớ nổi nữa. Hai năm sau, hai vợ chồng nhà Hill vẫn bị dày vò bởi những gì từng xảy ra trong một chuyến đi mà họ bị mất trí nhớ một cách bí ẩn ngay sau khi trông thấy một vật thể lạ lơ lửng trên xe của mình. Họ thức dậy một khoảng thời gian sau cách đó khá xa trên đường đi về nhà. Barney và Betty bèn tới hỏi thăm ý kiến của nhà tâm thần học là Tiến sĩ Benjamin Simon nhằm cố giúp họ tìm ra câu trả lời. Vị tiến sĩ này quyết định phương pháp điều trị tốt nhất nhằm giải quyết trường hợp mất trí nhớ kép là tiến hành thôi miên trị liệu. Tiến sĩ Simon đề cập rằng Barney đã phải trải qua một tuổi thơ phân biệt chủng tộc và cảm thấy tội lỗi sâu sắc về việc ly hôn của mình. Barney nói với bác sĩ rằng bản thân anh ta bỗng xuất hiện các triệu chứng về thể chất sau cuộc trải nghiệm như những mụn cóc lạ mọc trên háng. Cả hai đều bị những cơn ác mộng bí ẩn dày vò mà Betty bắt đầu ghi chép lại. Họ trình báo sự việc này cho phía Không quân Mỹ (Không quân Mỹ thực sự có một dự án liên quan đến những trường hợp nhìn thấy UFO gọi là Dự án Blue Book). Tiến sĩ Simon dẫn dụ Barney rơi vào trạng thái thôi miên và anh ta bắt đầu hồi tưởng lại trải nghiệm này. Barney mô tả việc anh và Betty nhìn thấy một vật thể lạ trên bầu trời bắt đầu bay theo và sau đó khiến họ hoảng sợ. Barney bắt đầu la hét inh ỏi trong suốt phiên trị liệu khi anh ta mô tả việc mình và Betty bị người ngoài hành tinh từ chiếc UFO xông vào bắt cóc ngay giữa đường. Betty cũng bày tỏ nỗi khiếp đảm khi mô tả trải nghiệm họ bị người ngoài hành tinh giam giữ. Người ngoài hành tinh còn tiến hành thí nghiệm y tế trên thân thể hai vợ chồng nhà Hill bao gồm cả vụ dùng kim đâm vào rốn Betty. Nhờ sự giúp đỡ tận tình của Tiến sĩ Simon và tình yêu mãnh liệt mà đôi vợ chồng dành cho nhau, Barney và Betty đành chấp nhận trải nghiệm của họ và tiếp tục sống nốt quãng đời còn lại. Cuối phim, người ta tiết lộ rằng Barney chết vì đột quỵ vào năm 1969 ở tuổi 46. Betty vẫn sống cho đến tận năm 2004.

## Diễn viên chính
- James Earl Jones vào vai Barney Hill
- Estelle Parsons vào vai Betty Hill
- Barnard Hughes vào vai Tiến sĩ Benjamin Simon
- Dick O'Neill vào vai Tướng James Davison
- Beeson Carroll vào vai Trung tá Jack MacRainey
- Terrence O'Conner vào vai Lisa MacRainey
- Jeanne Joe vào vai "Examiner" (Kiểm tra viên ngoài hành tinh)
- Lou Wagner vào vai "The Leader" (Thủ lĩnh ngoài hành tinh)

## Phiên bản làm lại
Theo tờ The Huffington Post cho biết vào năm 2011, một bộ phim có nội dung chi tiết và hoàn thiện hơn mô tả các sự kiện về cuộc gặp gỡ và bắt cóc khả nghi của cặp vợ chồng nhà Hill đã được nhà sản xuất khác theo đuổi như một dự án đầy khả thi có thể cung cấp góc nhìn sâu sắc hơn về biến cố này.

## Bối cảnh lịch sử
Bộ phim được phát sóng hai tuần trước khi vụ bắt cóc Travis Walton xảy ra vào ngày 5 tháng 11 năm 1975, khiến nhà tâm lý học nhận thức Susan Clancy lập luận rằng bộ phim này đã tác động đến việc Travis Walton kể lại câu chuyện mình bị sinh vật lạ bắt cóc.